# NGC 5507
NGC 5507 is een lensvormig sterrenstelsel in het sterrenbeeld Maagd. Het hemelobject werd op 15 april 1787 ontdekt door de Duits-Britse astronoom William Herschel.

## Synoniemen
- MCG 0-36-29
- UGCA 388
- ZWG 18.82
- KCPG 419B
- NPM1G -02.0389
- PGC 50786